# Шипуніха
Шипуні́ха (рос. Шипуниха) — село у складі Третьяковського району Алтайського краю, Росія. Адміністративний центр Шипуніхинської сільської ради.

## Населення
Населення — 550 осіб (2010; 696 у 2002).
Національний склад (станом на 2002 рік):
- росіяни — 96 %